# Halowe Mistrzostwa Europy w Lekkoatletyce 1983 – bieg na 400 m kobiet
Bieg na 400 metrów kobiet – jedna z konkurencji biegowych rozgrywanych podczas halowych lekkoatletycznych mistrzostw Europy w Sportscsarnok w Budapeszcie. Eliminacje zostały rozegrane 5 marca, a bieg finałowy 6 marca 1983. Zwyciężyła reprezentantka Czechosłowacji Jarmila Kratochvílová, która tym samym obroniła tytuł zdobyty na poprzednich mistrzostwach.

## Rezultaty

### Eliminacje
Rozegrano 2 biegi eliminacyjne, do których przystąpiło 8 biegaczek. Awans do finału dawało zajęcie jednego z pierwszych dwóch miejsc w swoim biegu (Q). Skład finału uzupełniła zawodniczka z najlepszym czasem wśród przegranych (q).
Opracowano na podstawie materiału źródłowego.
Bieg 1
| Miejsce | Zawodniczka           | Czas  | Uwagi |
| ------- | --------------------- | ----- | ----- |
| 1       | Jarmila Kratochvílová | 52,31 | Q     |
| 2       | Rosica Stamenowa      | 52,94 | Q     |
| 3       | Karoline Käfer        | 54,22 | q     |
| 4       | Olha Władykina        | 57,36 |       |

Bieg 2
| Miejsce | Zawodniczka     | Czas  | Uwagi |
| ------- | --------------- | ----- | ----- |
| 1       | Kirsten Siemon  | 53,09 | Q     |
| 2       | Judit Forgács   | 53,49 | Q     |
| 3       | Pauline Mullins | 54,23 |       |
| 4       | Alena Bulířová  | 54,32 |       |

### Finał
Opracowano na podstawie materiału źródłowego.
| Miejsce | Zawodniczka           | Czas  |
| ------- | --------------------- | ----- |
| 1       | Jarmila Kratochvílová | 49,69 |
| 2       | Kirsten Siemon        | 51,70 |
| 3       | Rosica Stamenowa      | 52,36 |
| 4       | Judit Forgács         | 53,86 |
| 5       | Karoline Käfer        | 53,93 |